# Urban Schmid
Urban Schmid war ein leitender kursächsischer Beamter und Reichstagsabgeordneter. Er ist in den Jahren zwischen 1567 und 1584 als Amtsschösser des Amtes Schellenberg im Erzgebirge nachweisbar.

## Leben und Wirken
Die Biografie von Urban Schmid wurde noch nicht intensiver erforscht.
1567 nahm er als Abgeordneter am Reichstag in Regensburg teil.
Anfang Januar 1569 wurde ihm als Amtsschösser von der Kanzlei des Kurfürsten von Sachsen die Anweisung erteilt, die Schulden von Hans Weber zu untersuchen. 1584 wurde er vom Kanzler von Einsiedel beauftragt, die Räte der Städte Chemnitz und Zwickau sowie die dortigen Bäcker wegen vorgekommener Irrungen beim Getreidekauf zu befragen.